# 马邑站
马邑站是一个北同蒲线上的铁路车站，位于山西省朔州市神头镇，建于1979年，目前为四等站，邮政编码为038505。目前客运：办理旅客乘降；不办理行李、包裹托运；货运：仅办理专用线、专用铁道整车货物发到。

## 车站历史
建于1979年。
撤销时间不明。